# Brusselse Poort (Dendermonde)

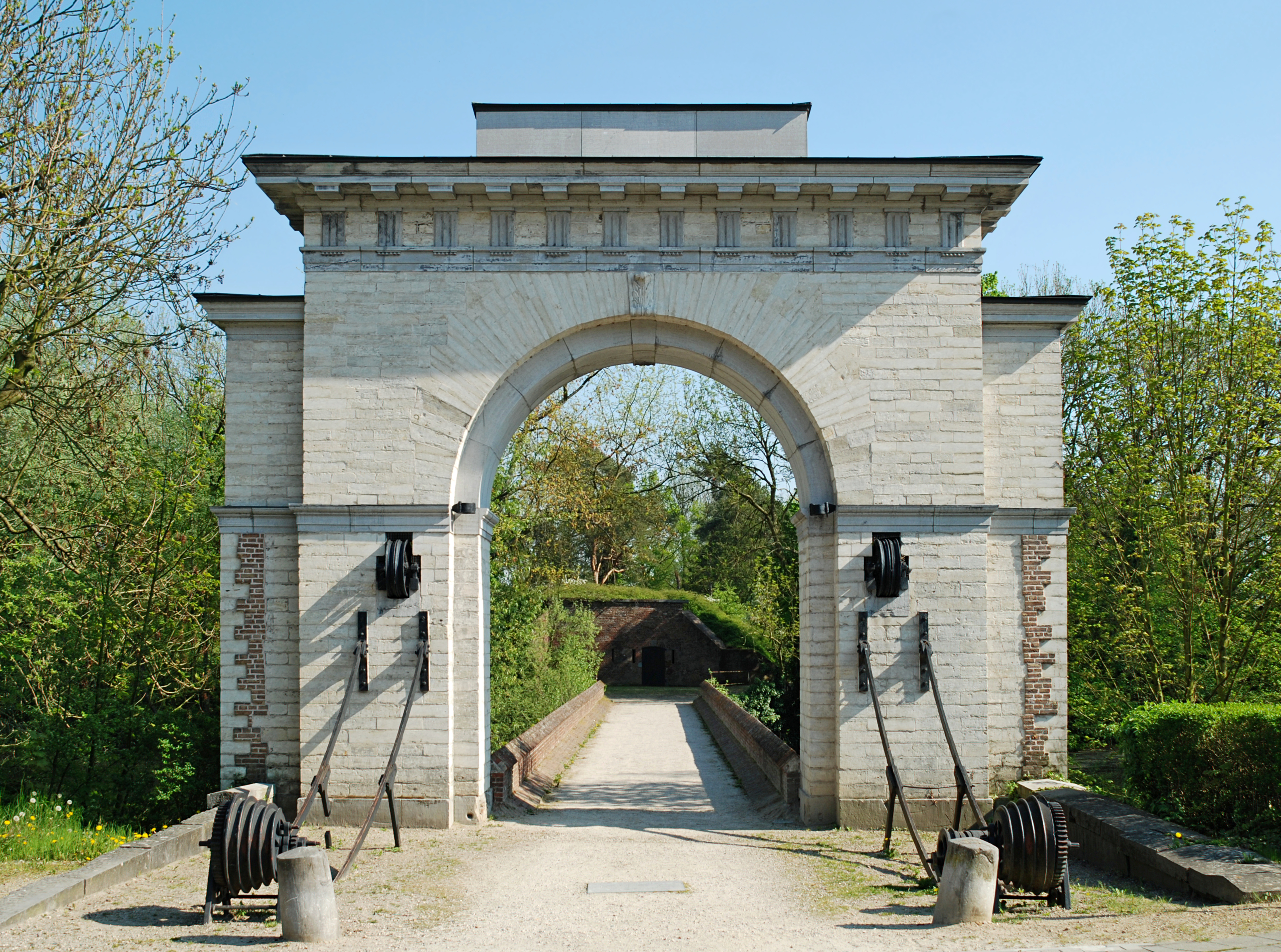
Brusselse Poort

De Brusselse Poort is een stadspoort in de Oost-Vlaamse stad Dendermonde, gelegen aan de Leopoldlaan.

## Geschiedenis
De voorgeschiedenis van de Brusselse Poort is dezelfde als die van de Mechelse Poort. Ook de Brusselse poort werd in 1822 gebouwd in het kader van de Wellingtonbarrière door Cornelis Alewijn. Ook hier was sprake van een binnen- en een buitenpoort en een ravelijn, dat door ophaalbruggen gepasseerd kon worden. Door de aanleg van een viaduct in 1933-1934 werd het ravelijn gedempt en werden de binnen- en de buitenbrug afgebroken, evenals de buitenpoort.
In de jaren '40 en '50 van de 20e eeuw werd op het vestingterrein het Stadspark aangelegd. Van een deel van de arduinen pijlers van de buitenbrug werd een pergola gebouwd. Ook werd de vaste brug hersteld.

## Gebouw
De poort is identiek aan de Mechelse Poort, heeft een bakstenen kern en een natuurstenen bekleding in neoclassicistische stijl uitgevoerd. Ook hier bleef het ophaalmechanisme bewaard. Een groot gedeelte van het magazijn, en ook een kruit- en munitiemagazijn, bleven bewaard.